# (541108) 2018 RH14
(541108) 2018 RH14 es un asteroide perteneciente al cinturón de asteroides descubierto el 17 de mayo de 2010 por Wide-field Infrared Survey Explorer desde el telescopio espacial Wide-Field Infrared Survey Explorer (WISE), Estados Unidos.

## Designación y nombre
Designado provisionalmente como 2018 RH14.

## Características orbitales
2018 RH14 está situado a una distancia media del Sol de 3,075 ua, pudiendo alejarse hasta 3,507 ua y acercarse hasta 2,644 ua. Su excentricidad es 0,140 y la inclinación orbital 10,99 grados. Emplea 1970,29 días en completar una órbita alrededor del Sol.

## Características físicas
La magnitud absoluta de 2018 RH14 es 16,6. 